# 東京YMCAデザイン研究所
専門学校東京YMCAデザイン研究所（せんもんがっこうとうきょうワイエムシーエーでざいんけんきゅうじょ）は、東京都千代田区美土代町にあったデザイン建築インテリアの3本柱に関する基礎業務知識を取得できる私立専修学校であった。2000年当時もコンピュータ教室にはPower Macintosh G3を一人に１台使用してクラリスワークスなどのソフトウェア操作の取得やコンピュータグラフィックスの授業も行われていた。今は取り壊された野辺山のYMCA研修センターで合宿もあった。

## 概要
非営利公益団体のキリスト教青年会（YMCA）に加盟している公益財団法人の東京YMCAにより創立された専修学校。
1967年 に清家　清、菊竹清訓ら各氏の協力により建築士養成講座、現代デザイン講座として始められ、
1977年 に専修学校制度による「専門学校」として認可された。
デザイン科、建築科、インテリア造形科、建築科二部が設置されていた。2002年3月末に廃校となった。
その後、学校の入居していた東京YMCA会館ビルも2005年に取り壊されて跡地は「住友不動産神田ビル」 (ベルサール神田)になっている。

## 出身者
- 菅谷健夫 - デザイナー

## 系列校
- 東京YMCA医療福祉専門学校
- 東京YMCA社会体育・保育専門学校
- 東京YMCA国際ホテル専門学校